# Gaudete (canción de Erasure)
«Gaudete» es el trigésimoctavo disco sencillo del dueto inglés de música electrónica Erasure, publicado de manera digital el 28 de octubre y en formato de CD el 9 de diciembre de 2013.
«Gaudete» es el primer corte del álbum Snow Globe. 

## Lista de temas
Bajada digital
1. Gaudete – (versión de álbum) 2:43
2. Gaudete – Álbum Versión
3. Gaudete – Dave Aude Extended Club Remix
4. Gaudete – Razor N Guido Vocal Remix
5. Gaudete – DJ Yiannis Benedicat Domino Mix
6. Gaudete – The Storks Remix
7. Gaudete – Razor N Guido Instrumental
8. Gaudete – Alternative Mix
9. Sleep Quietly – Maps Remix
10. Gaudete – Video

CD
1. Gaudete – Álbum Versión  2:43
2. Gaudete – Razor N Guido Vocal Remix  6:54
3. Gaudete – DJ Yiannis Benedicat Domino Mix  8:14
4. Gaudete – The Storks Remix  4:47
5. Gaudete – Razor N Guido Instrumental  6:55
6. Gaudete – Alternative Mix  2:36
7. Sleep Quietly – Maps Remix  7:13

## Créditos
Producido por Erasure, esta canción es un villancico tradicional del siglo XVI, con arreglos de Vince Clarke y Andy Bell. El tema había sido retomado en 1973 por la banda Steeleye Span.

### Datos técnicos
- Productor: Erasure y Gareth Jones.
- Productor adicional y mezcla: Richard X y Pete Hoffman.
- Programación adicional: Gareth Jones.
- Masterización: Mike Marsh en The Exchange Mastering.
- Dirección de arte: Martin Meunier, Tonya Hurley y Paul Taylor.
- Diseño: Louise Hendy en Blue Ink Creative.
- Diseño de personajes e ilustración: Miguel Sandoval, Lauren Sassen, Barney Marquez.
- Modelo y arte: Leo Garza.

## Datos adicionales
Gaudete tiene la particularidad de ser una pieza cantada enteramente en latín.